# Coenosia cyclophthalma
Coenosia cyclophthalma är en tvåvingeart som först beskrevs av Thomson 1869.  Coenosia cyclophthalma ingår i släktet Coenosia och familjen husflugor. Inga underarter finns listade i Catalogue of Life.